# Годерт ван дер Капеллен
Годерт Александр Герард Філіп, барон ван дер Капеллен (нід. Godert Alexander Gerard Philip van der Capellen; 15 грудня 1775 — 10 квітня 1848) — голландський державний діяч, дипломат, міністр внутрішніх справ і релігій в Королівстві Голландія, тридцять восьмий генерал-губернатор Голландської Ост-Індії.

## Біографія

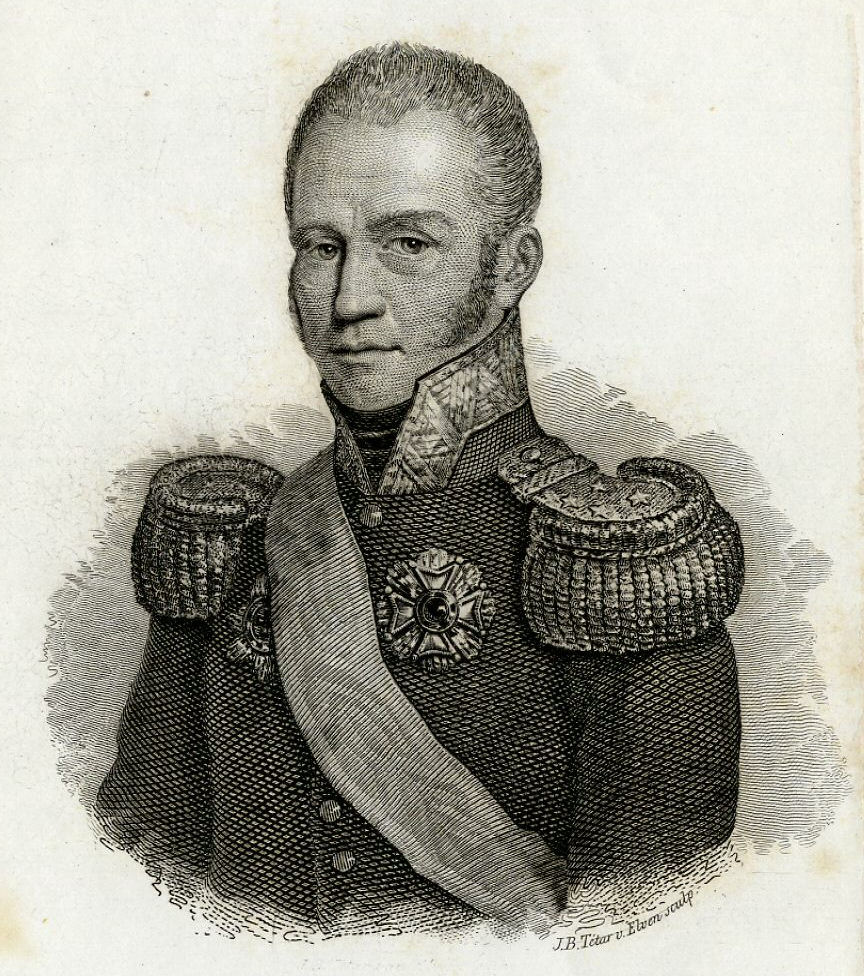
Портрет ван дер Капеллена

Годерт ван дер Капеллен народився в шляхетській родині. Його батьком був полковник кавалерії Александр Філіп ван дер Капеллен, а матір'ю Марія Тетц ван Амеронген. В 1803 році він одружився з баронесою Якобою Елізабетою ван Туїлл ван Сероскеркен. Був бездітним.
Ван дер Капеллен вивчав право в Утрехтському університеті, де отримав ступінь магістра права, і в Геттінгенському університеті, де, серед інших, відвідував лекції фон Мартенса і Блуменбаха, з якими по закінченню університета продовджував вести переписку.
В 1808 році ван дер Капеллен був призначений префектом Фрисландії, а 27 травня 1809 року Людовик I Бонапарт призначив його міністром внутрішніх справ і релігій. В своїх біографічних мемуарах Годерт згадував, що був одним з небагатьох міністрів. хто не боявся проводити відсіч все більш зростаючим вимогам Наполеона. Після захоплення Нідерландів французами він відмовився займати державну посаду і звільнився. Він навіть у вересні 1813 року на деякий час покидає країну і їде до Мангайму, однак повертається, почувши про революцію в Голландії.
В 1815 році Годерт ван дер Капеллен був одним з трьох генеральних комісарів Голландської Ост-Індії, разом з Корнелісом Теодорусом Елоутом і Арнольдом Адріаном Буйскесом. 18 жовтня він відправився на кораблі в Батавію. Він прибув туди 11 травня наступного року, однак британський губернатор Джон Фендалл передав йому повноваження лише 19 серпня. Комісарам прийшлось мати справу як з численними повстаннями, так і з недостачею коштів. Фактично, в цей момент ван дер Капеллен мав набагато менше влади, ніж Корнеліс Елоут. Король Віллем I віддав наказ про свободу землеволодіння і торгівлі і про заборону работоргівлі.
16 січня 1819 року два генеральні комісари пішли і відставку і ван дер Капеллен став новим, тридцять восьмим генерал-губернатором. Першим його кроком стала подорож Явою. Він відвідав султанати Суртакарти і Джок'якарти. Після цього він видав резолюцію, що визначала права, обов'язки і титули місцевих правителів. Його політика була менш прогресивною ніж Елоута і Буйскеса. Він розширив владу місцевих правителів, зберіг стару систему кавових плантацій, не дозволяючи європейцям селитись в регіоні Пріангана і торгувати там. 
Він сприяв створенню Королівської голландської ост-індійської армії. Першим її командиром був призначений Карл Генріх Вільхельм Антхінг. Сам ван дер Капеллен також деякий час пробув її командуючим (в 1819 році). 
В 1824 році він анулював всі договори оренди, що змусли місцевих правителів виплачувати борги за рахунок підвищення експлуатації. Це спричинило повстання в Джок'якарті. Післявоєнний бум експорту цукру і кави спадав і яванські порти зіштовхнулись з дефіцитом. Гроші витрачались на придушення повстань за межами Яви: на Молукках, Калімантані, Сулавесі, в Палембанзі та західній Суматрі. 
1 січня 1826 року ван дер Капеллен пішов у відставку з поста генерал-губернатора. 14 липня він прибув до Нідерландів. В 1828 році він став головою опікунської ради при Утрехтському університеті. В цьому ж році він був присутній на коронації королеви Вікторії в Лондоні в якості голландського представника. В той чвс він був лордом-камергером Віллема II. 
Годерт ван дер Капеллен помер 10 квітня 1848 в Де-Білті, неподалік Утрехта.